# Tímea Nagy
Tímea Nagy (Boedapest, 22 augustus 1970) is een Hongaars voormalig schermer.

## Carrière
Nagy werd tweemaal olympisch kampioen met de degen.
Op de wereldkampioenschappen behaalde zij vijf titels met het team en werd in 2006 kampioen individueel .

## Resultaten

### Olympische Zomerspelen
| Jaar | Plaats    | Resultaten             |
| ---- | --------- | ---------------------- |
| 1996 | Atlanta   | 5e degen 4e degen team |
| 2000 | Melbourne | degen 4e degen team    |
| 2004 | Athene    | degen 5e degen team    |

### Wereldkampioenschappen schermen
| Jaar | Plaats   | Resultaten |
| ---- | -------- | ---------- |
| 1992 | Havana   | degen team |
| 1993 | Essen    | degen team |
| 1995 | Den Haag | degen team |
| 1997 | Kaapstad | degen team |
| 1999 | Seoel    | degen team |
| 2003 | Havana   | degen team |
| 2006 | Turijn   | degen      |

1996: Laura Flessel ·
2000: Tímea Nagy ·
2004: Tímea Nagy ·
2008: Britta Heidemann ·
2012: Jana Sjemjakina ·
2016: Emese Szász ·
2020: Sun Yiwen ·
2024: Vivian Kong